# Mercedes-Benz SK
Mercedes-Benz SK (Schwere Klasse, těžká třída) byla řada nákladních automobilů výrobce Daimler-Benz. Nová těžká užitková vozidla řady „SK“ byla představena 4. července 1988 a uvedla se novými vznětovými motory, upravenými kabinami, novými převodovkami a podvozky s celkovou hmotností vozidla 17 tun i více. Vozidla těžké třídy se vyráběla do roku 1998 a poté je nahradil model Actros, který byl souběžně nabízen od roku 1996. 

## První generace
Těžká třída vznikla přepracováním předchozího typu Mercedes-Benz NG. Kabina se od NG lišila jen nepatrně: maska chladiče a deflektory na sebe opticky navazovaly a spodní hrany okenních rámů ve dveřích se svažovaly směrem dopředu. Toto již bylo zavedeno v roce 1977 u modelu T1 a v roce 1984 u typu Mercedes-Benz LK. Na mezinárodní automobilově výstavě v roce 1989 Mercedes-Benz představil nový SK top model 1748, který byl vybaven známým motorem o objemu 14,6 litru. 
Z výroby byly k dispozici varianty kabiny: velká G, dlouhá, střední a krátká S a také krátká kabina s horním lůžkem. Integrální systém pohonu byl dále rozšířen, což znamená, že všechny komponenty od motoru přes převodovku až po zadní nápravu jsou díly Mercedes-Benz. Nově vyvinutá převodovka G4 měla lehkou hliníkovou skříň a nabízela 9 nebo 16 rychlostních stupňů. Elektropneumatická spínací pomůcka EPS se standardně používala u motorizace 290 koní. Standardně byl instalován i systém centrálního mazání. Novinkou byl motor V6 o výkonu 330 koní dostupný od jara 1989. U atmosféricky plněných motorů bylo vrtání zvětšeno ze 128 na 130 mm.

## Druhá generace
V roce 1994 prošly modely SK, které kromě motorů z velké části vycházely z konstrukce NG z roku 1973, faceliftem, který se vyznačoval mírně pozměněným designem přídě. Kabina byla také nazývána „deflektorová“ kvůli vizuálně velmi dominantním bočním deflektorům. Nejzávažnější z mnoha změn na SK byl v roce 1994 přechod na Euro 2: turbodmychadlo, chlazení plnicího vzduchu a elektronické řízení motoru byly nezbytné. Vstřikování nyní probíhalo pomocí šoupátkového čerpadla, které, nyní elektronicky řízené, vytvářelo tlak 1200 barů. Množství paliva již nebylo řízeno mechanicky, ale prostřednictvím elektromagnetického blokování, které přizpůsobuje začátek dodávky příslušnému spektru zatížení, a místo 5otvorových trysek byly nyní použity ty se 6 otvory.

## Galerie

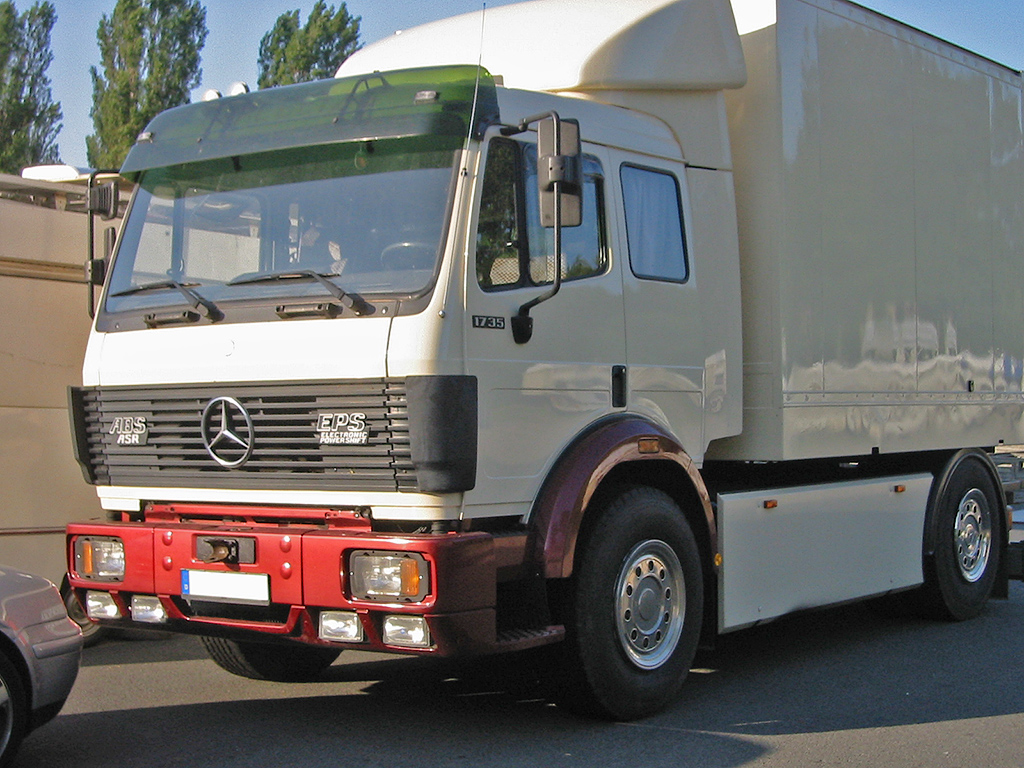
SK 1. serie (1989–1994)
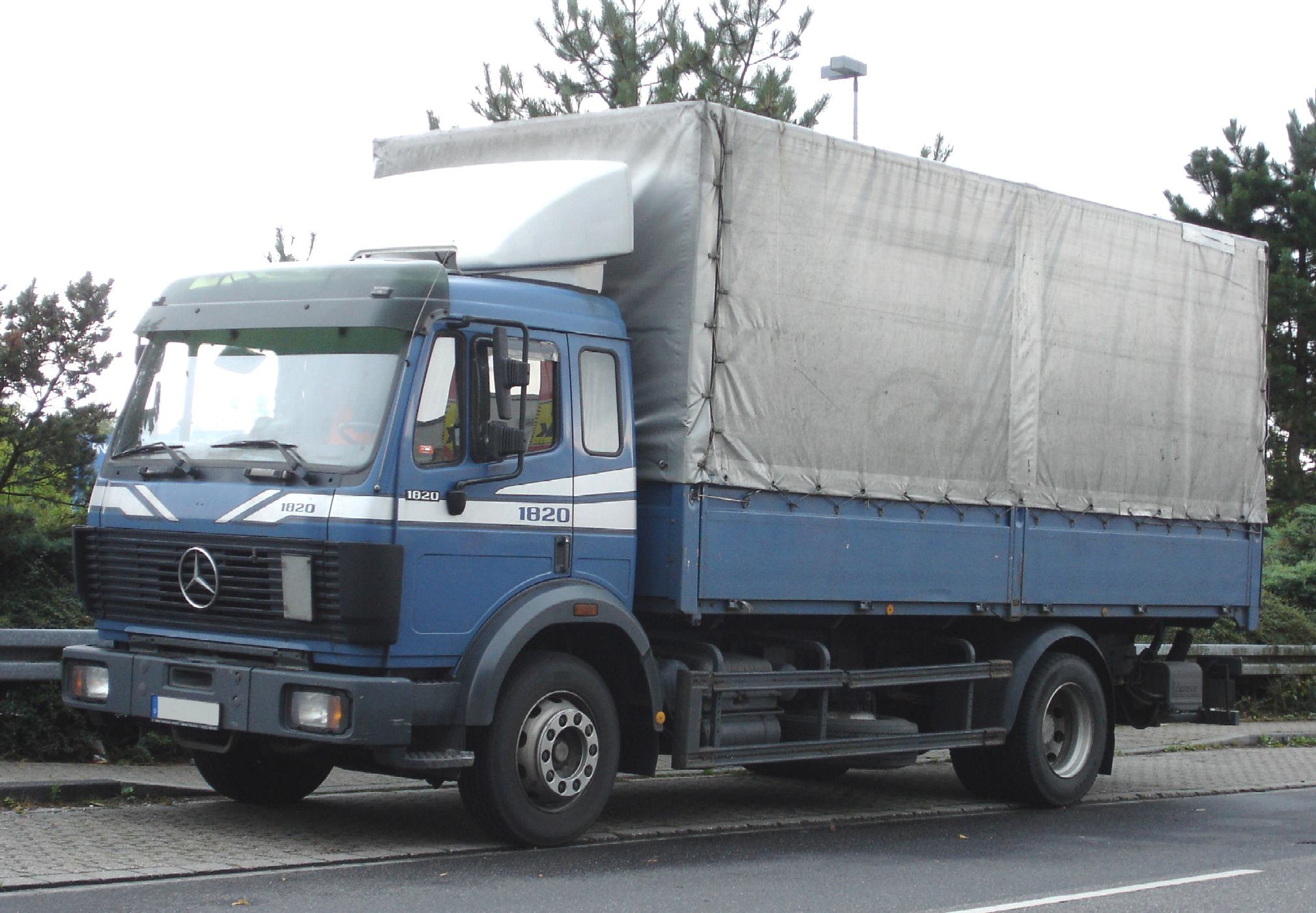
MK 1820 (1990–1994)
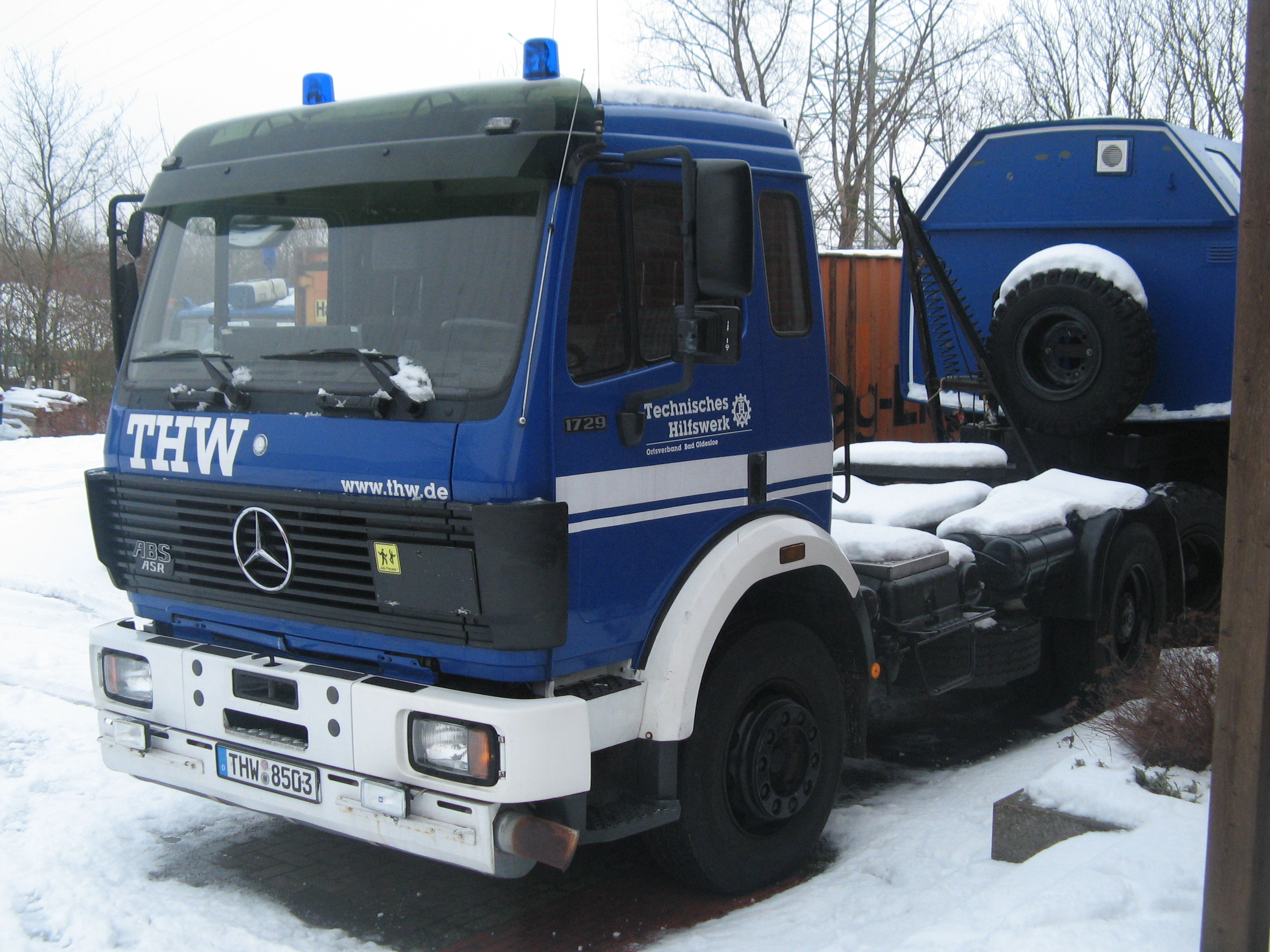
Mercedes-Benz SK 1729
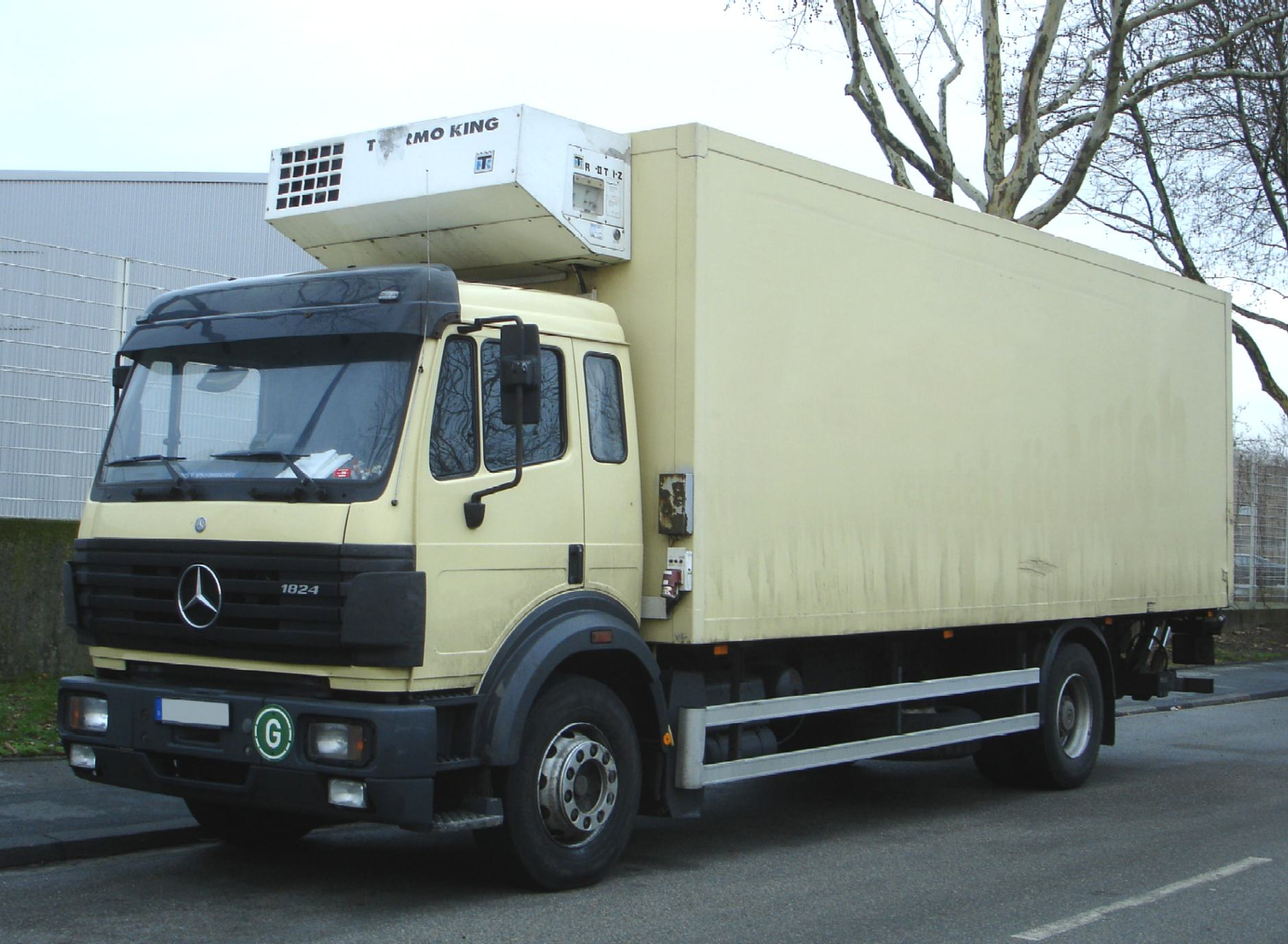
Post-facelift (1994-1998)
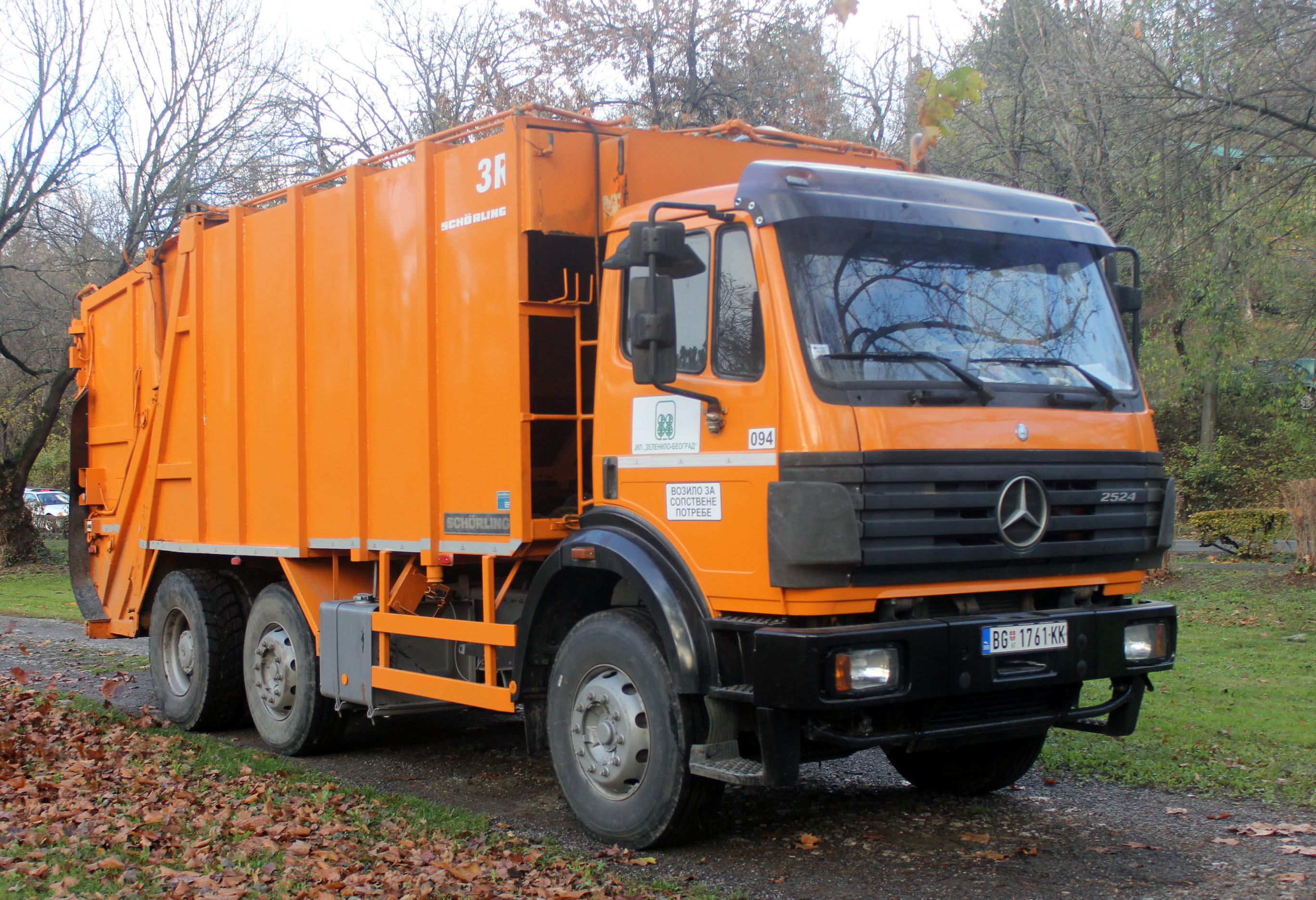
MK 2524 (1994–1998)
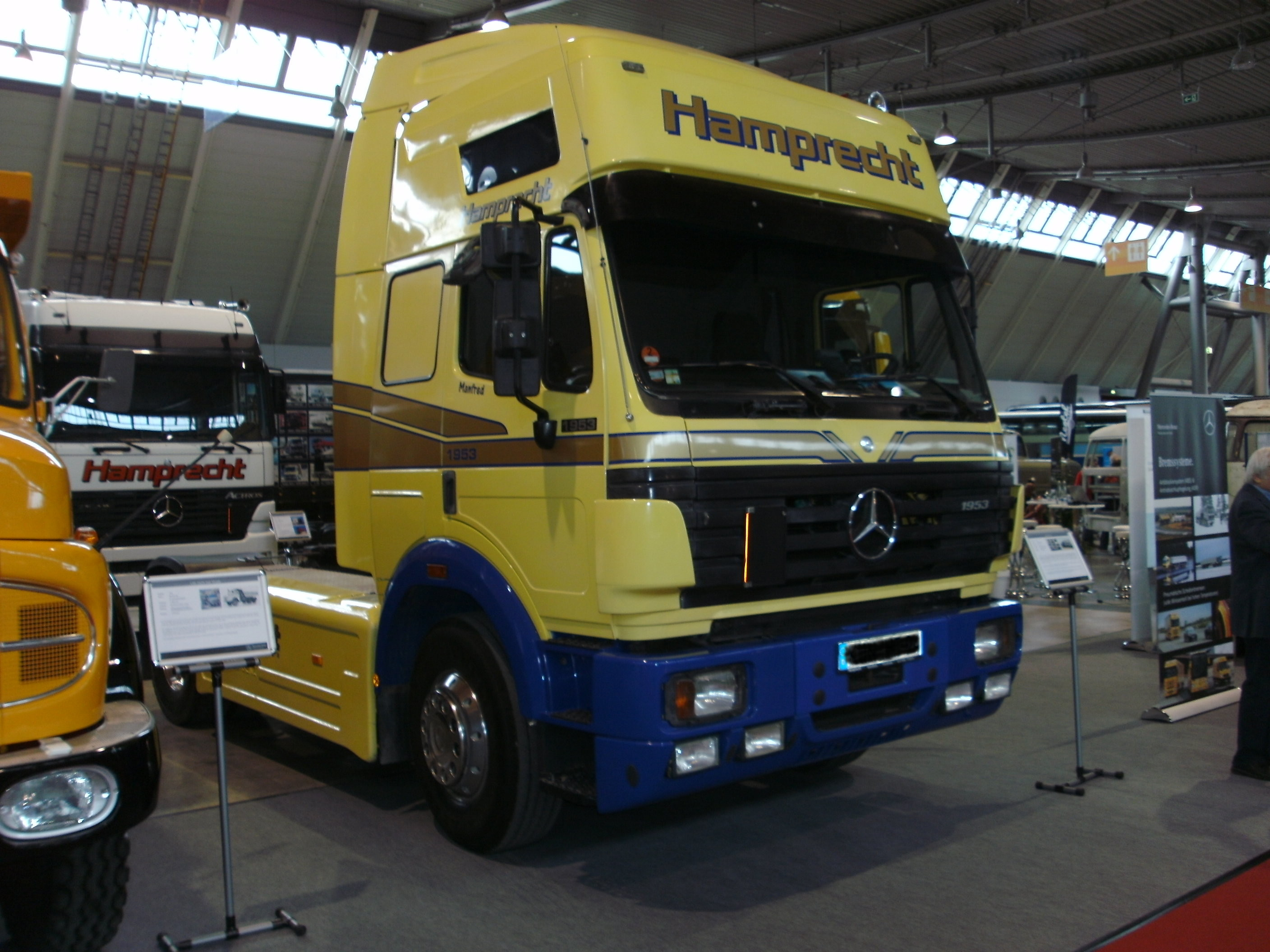
SK 1953 (1994–1998)